# Stylocidarinae
De Stylocidarinae zijn een onderfamilie van de Cidaridae, een familie van zee-egels uit de orde Cidaroida.

## Geslachten
- Acanthocidaris Mortensen, 1903
- Plococidaris Mortensen, 1909
- Prionocidaris A. Agassiz, 1863
- Stylocidaris Mortensen, 1909